# 市净率
股價淨值比（英語：Price-to-book ratio，縮寫：PBR、PB、P/B ratio），又名市價淨值比（英語：Market-to-book ratio，縮寫：Ｍ/B ratio），或稱市帳值比，中國大陸、香港稱市淨率、市賬率，指股票的每股股價除以每股淨值，或是股票市值除以淨值，通常作为股票孰贱孰贵的指标之一。其倒數為帳面市值比（B/M ratio）。

## 計算方法
股價淨值比＝每股股價／每股淨值

## 适用范围
市净率特别在评估高风险企业，企业资产大量为实物资产的企业时受到重视。

## 實用價值
1992年，尤金·法马研究1963年至1990年的27年間美國股市總結算，以股價淨值比的高低將股票分為10組，發現最低的一組平均月報酬率達1.65%，而淨值比最高一組平均月報酬率只0.72%。另一方面美國著名基金經理人詹姆士．歐沙那希（James P. O'shaughnessy），以1952年至1996年間44年資料總結算，發覺淨值比最低50檔美國股票所建立投資組合，能夠提供每年比大盤多1.92%的超額報酬。
因此有一投資理論認為投資在低股價淨值比的公司，可以獲得超額報酬，因此又被稱為股價淨值比效應。
關於此一效應的成因有各種解釋，名基金經理人John Paulson認為資產在人類社會的獲利能力常被市場上非理性的低估，是造成這種隱藏利潤的可能性存在的原因。

## 參閱
- 股市
- 市盈率
- 股息收益率